# 성협
성협(星協, star association, 문화어: 련별떼) 은 매우 느슨하게 묶여 있는 별의 집단(星團)이다. 성협은 산개 성단(散開星團)이나 구상 성단(球狀星團)보다 느슨하게 묶여 있다. 한 개의 성협에는 보통 10개에서 100개의 항성이 존재한다. 성협의 항성들은 같은 곳에서 태어났으나 서로 중력적으로 속박되어 있지는 않은 상태에서 우주 공간을 비슷한 방향으로 이동하고 있다. 어떤 한 항성이 특정 성협에 속해 있는가를 검증하는 기준은 이동 벡터 및 나이, 화학적 조성(造成)의 유사성이다.
성협의 이름은 해당 성협이 자리잡고 있는 별자리의 이름 또는 별자리 이름의 약자를 사용한다.
성협을 최초로 발견한 사람은 1947년 아르메니아의 천문학자 빅토르 암바르추먄이다. 그는 성협을 구성하고 있는 별들의 종류에 따라 크게 OB와 T로 나누었다.

## 형태

### OB 성협
OB 성협은 밝고 뜨거운 분광형(分光型) O 또는 B의 항성들 10개 ~ 100개 정도로 이루어진 성협이다. OB 성협의 별들은 거대 분자 구름 속에서 한꺼번에 태어난 것으로 생각된다. 새로 태어난 별들 주위를 둘러싸고 있던 먼지 및 가스가 불려 날아간 뒤 남은 별들은 서로간의 중력적 속박에서 자유로워졌고 점차 흩어지기 시작한다. 우리 은하에 있는 별들 대부분은 OB 성협에서 생겨난 것으로 생각된다.
O 분광형(分光型)의 항성들의 수명은 매우 짧고 수백만 년 내로 초신성으로 일생을 마친다. 따라서 OB 성협들의 나이는 보통 수백만 년 내외이다. 성협 내의 푸른 별들은 길어봤자 천만 년 이내로 자신들이 지니고 있던 연료를 모두 태울 것이다.(우리 태양의 나이가 약 46억 살임을 생각하면 이들이 얼마나 짧은 생을 사는지 알 수 있다)
히파르코스 위성의 자료에 의하면 태양에서 650파섹 거리 내에 약 십여 개 남짓의 OB 성협이 존재한다고 한다. 지구에서 가장 가까운 OB 성협은 전갈자리-센타우루스자리 성협으로 약 400광년 떨어져 있다.
대마젤란 성운과 안드로메다 은하에서도 OB 성협이 발견되었다. 이들은 매우 듬성듬성하게 뭉쳐 있으며, 지름은 약 1500광년 정도이다.

### T 성협
성협은 뜨거운 별들 뿐 아니라 주계열(主系列) 상태에 들어가기 전의 어린 황소자리 T형 항성들로 이루어져 있기도 하다. 많게는 천 개 정도의 황소자리 T형 항성으로 이루어진 이와 같은 성긴 별의 집단을 T 성협이라고 한다. 지구에서 가장 가까운 T 성협은 황소자리-마차부자리 T 성협으로 약 140파섹 떨어져 있다. 기타 T 성협으로는 남쪽왕관자리 R T 성협, 토끼자리 T 성협, 카멜레온자리 T 성협, 돛자리 T 성협 등이 있다. T 성협은 성협 구성원들이 태어난 분자 구름 근처에서 많이 발견된다. 전부는 아니지만 이들 중 일부는 O-B 분광형의 뜨거운 별들이 섞여 있기도 하다. T 성협 구성원들은 태어난 장소, 화학적 조성, 나이 그리고 이동 속도 벡터 측면에서 유사하다.

### R 성협
반사 성운을 밝히는 별들의 집단을 R 성협이라고 한다. 이 명칭을 지은 사람은 시드니 반 덴 버그로 그는 반사 성운들에 있는 별들이 고르지 않은 분포 상태를 보여주고 있음을 발견하고 이 이름을 만들어 냈다. R 성협은 주계열성이기는 하나 아직 자기가 태어난 주변에 남아 있는 성간(星間) 구름을 불어 날리지 못한 별들로 구성되어 있다. 천문학자들은 R 성협의 별들을 통해 이들을 둘러싸고 있는 암흑 성운을 연구해 왔다. R 성협의 숫자는 OB 성협보다 많기 때문에 이들은 은하의 나선팔 구조를 추정하는 데 사용된다. 대표적인 R 성협으로는 외뿔소자리 R2가 있으며, 지구에서 780 ~ 880 광년 정도 떨어져 있다.
이상의 OB, T, R 성협들은 젊은 항성들의 집합체이다. 그러나 이들이 진화 단계에 있는 존재인지 아니면 다른 상태에 있는지는 확실하게 밝혀져 있지 않다. 어떤 성협에는 다른 성질의 별들이 섞여 있기도 하기 때문에, 모든 성협들을 확실하게 OB, T 등으로 구분할 수 있는 것은 아니다.

## 알려져 있는 성협
큰곰자리 이동성군(移動星群)이 대표적인 성협의 예이다(큰곰자리 알파 및 에타별을 제외하고 북두칠성에 있는 별들은 모두 이 성군의 일원이다).
다른 젊은 이동성군들은 다음과 같다.
- 국부성협(局部星協) (플레이아데스 성단 이동성군)
- 히아데스 성단 슈퍼클러스터
- IC 2391 슈퍼클러스터
- 화가자리 베타 이동성군
- 카스토르 이동성군
- 황새치자리 AB 이동성군
- 허큘리스자리 제타 이동성군
- 페르세우스자리 알파 이동성군

## 같이 보기
- OB 항성
- 이동성군
- 산개성단